# Alexander Iwanowitsch Gorschkow
Alexander Iwanowitsch Gorschkow (russisch Александр Иванович Горшков, engl. Transkription Aleksandr Gorshkov; * 25. November 1928 in Moskau; † 20. Januar 1993) war ein sowjetischer Speerwerfer.
1955 gewann er Silber bei den Weltfestspielen der Jugend und Studenten, und 1956 wurde er Achter bei den Olympischen Spielen in Melbourne.
Seine persönliche Bestleistung von 77,60 m stellte er am 11. August 1956 in Moskau auf.